# Alfoz de Lloredo
Alfoz de Lloredo là một đô thị thuộc cộng đồng tự trị Cantabria, Tây Ban Nha. Theo điều tra dân số năm 2007, đô thị này có dân số là 2.538 người. Thủ phủ là Novales.

## Biến động dân số
| 1900  | 1910  | 1920  | 1930  | 1940  | 1950  | 1960  | 1970  | 1980  | 1990  | 2000  | 2005  |
| ----- | ----- | ----- | ----- | ----- | ----- | ----- | ----- | ----- | ----- | ----- | ----- |
| 2.544 | 2.855 | 2.900 | 3.149 | 2.990 | 3.182 | 3.146 | 2.949 | 2.919 | 2.836 | 2.614 | 2.600 |

Fuente: INE

## Các thị trấn
- La Busta
- Cóbreces
- Cigüenza
- Novales (thủ phủ)
- Oreña
- Rudagüera
- Toñanes